# Canarina canariensis
El bicácaro Canarina canariensis (L.) Vatke, también llamada bicacarera, bicacarero o campanilla es una planta trepadora endémica de Canarias que habita principalmente en los bosques de laurisilva del archipiélago. Pertenece a la familia de las campanilláceas y es una de las tres especies del género Canarina. Es, además, la especie que tipifica dicho género. Se trata de una de las especies vegetales más emblemáticas de Canarias, considerada por algunos autores como la «flor nacional» de las Islas.

## Descripción
Se trata de una planta herbácea perenne, trepadora y glabra (sin pelos). Posee un tubérculo grueso y profundo. Los tallos, trepadores o colgantes, pueden alcanzar hasta tres metros de longitud, son carnosos, huecos, contienen látex en su interior y se renuevan cada año desde el tubérculo, por lo que se dice que la planta es anual en su parte aérea. Las hojas, de color verde intenso en el haz y más pálidas en el envés, son opuestas, pecioladas, hastadas (es decir, tienen forma de flecha), tienen los bordes dentados y  están recubiertas por una sutil pelusilla blancuzca, por lo que se dice que la planta es glauca. Llegan a medir 12 cm. Las flores, pedunculadas, son de color anaranjado a rojo, tienen forma de campanilla y miden entre 3 y 6 centímetros. Son bisexuales, esto es, tienen tanto estambres como pistilos, solitarias (están separadas entre sí), cimosas (situadas en los extremos de los tallos) y en su interior puede observarse un vistoso patrón de venas escarlata sobre los pétalos de color naranja. Los frutos son bayas carnosas, ovaladas de 3 a 4 centímetros de diámetro y de un color rojizo que al madurar se vuelve negro. Son comestibles y su sabor es dulce.
En el apartado genético, el bicácaro es un diploide de 2n=34 cromosomas. Algunos autores reconocen una subespecie, denominada C. canariensis angustifolia G.Kunkel, que tiene las hojas más estrechas y las flores más pequeñas.

## Ecología
C. canariensis es un endemismo canario cuyo hábitat es el monteverde (laurisilva y fayal-brezal) y, en menor medida, los bosques termófilos de la zona de medianías. 

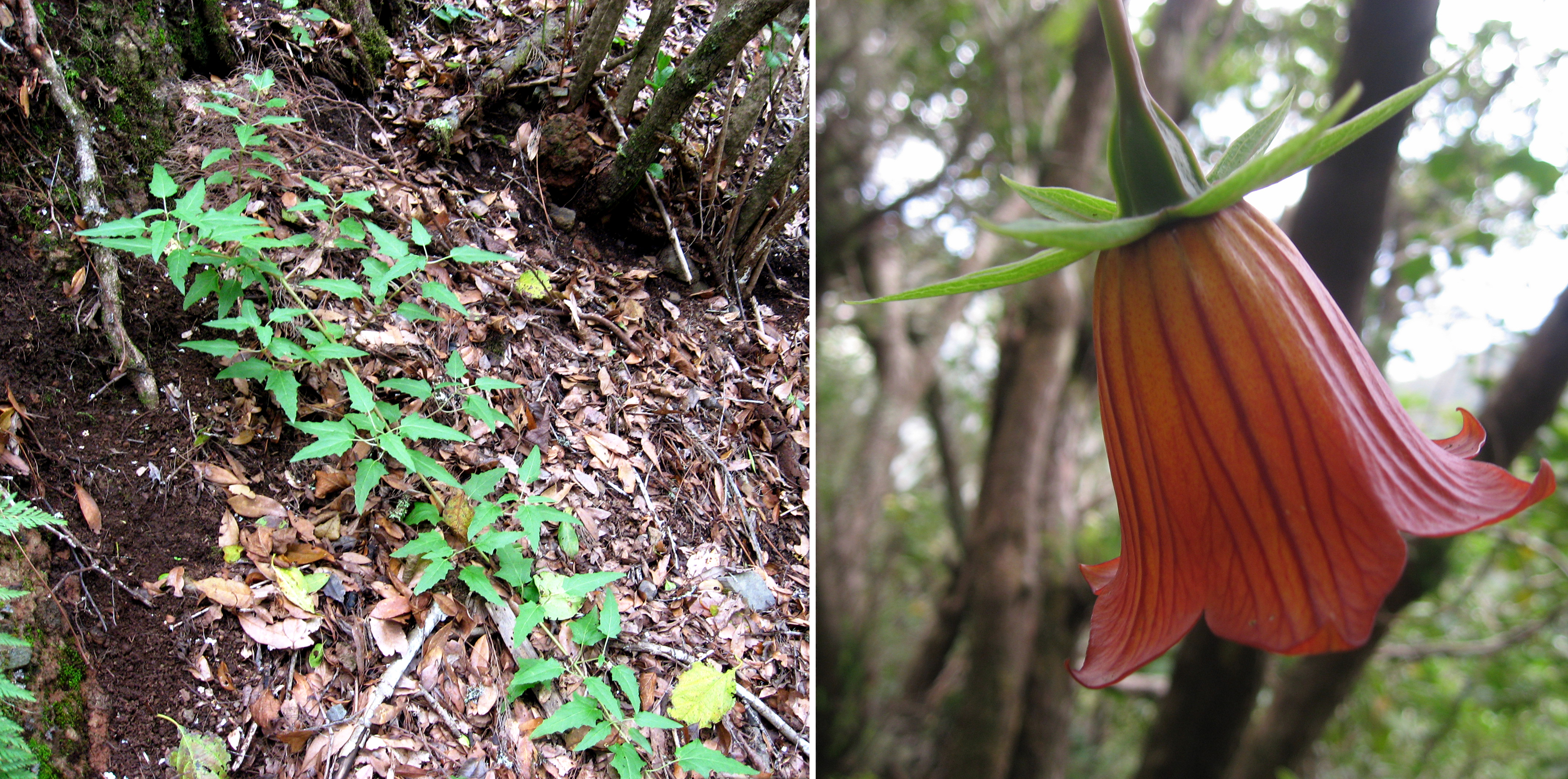
C. canariensis en su hábitat natural, bosque de laurisilva de Anaga, Tenerife.

Puede darse entre los 300 y los 1000 metros de altitud, siempre en lugares sombríos, húmedos y humosos. La floración, es decir, el período en el que la planta florece, tiene lugar entre los meses de noviembre y mayo. En la polinización intervienen aves de la familia de los sílvidos, como las currucas y los mosquiteros. En el verano se pueden recoger los frutos y las partes aéreas de la planta, es decir, las partes que sobresalen de la tierra, se secan y rebrotan desde la raíz con las lluvias del otoño.

### Cultivo
Es posible cultivar C. canariensis en exteriores en las regiones de clima subtropical y en las de clima templado donde no se produzcan heladas. 

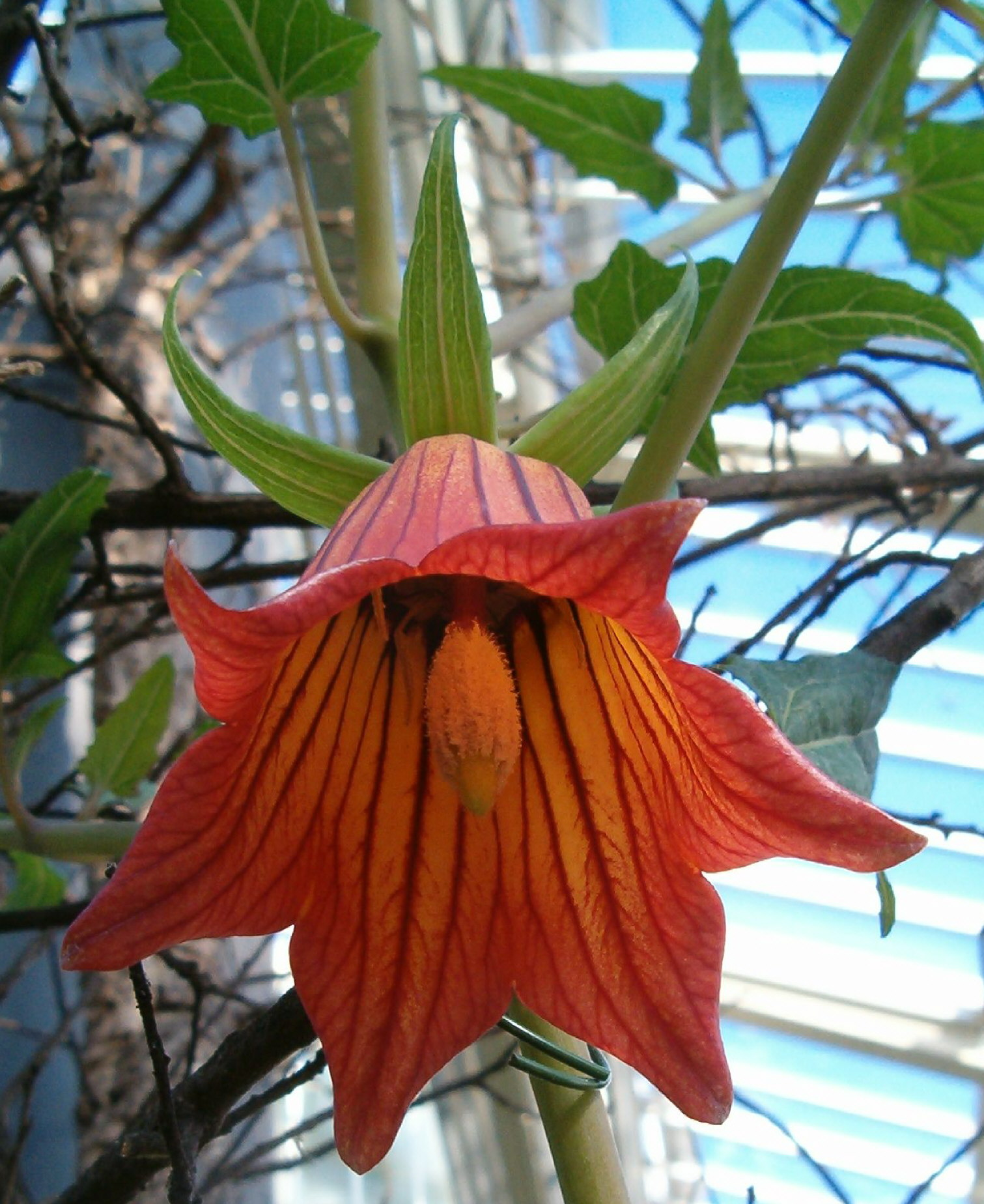
Cultivo de C. canariensis en invernadero. Jardín Botánico de Berlín.

La planta es sensible al frío, por lo que es posible que no alcance las dimensiones descritas anteriormente fuera del clima subtropical. También puede cultivarse como planta de interior. Aunque tolera la exposición directa al sol, es aconsejable plantarla en zonas sombreadas, con suelo húmedo y bien drenado. Al igual que otras plantas tuberosas, no debe regarse durante el periodo de reposo, cuando desaparezcan las partes aéreas. Esta especie se propaga tanto por semillas como por esquejes tomados de la base de los tallos. Las semillas tardan entre cuatro y cinco semanas en germinar y no deben cubrirse con mucha tierra, pues necesitan la exposición al sol para germinar.

## Localización

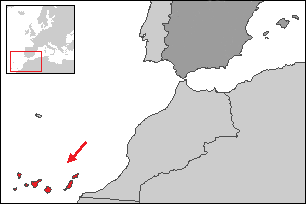
Situación de Canarias

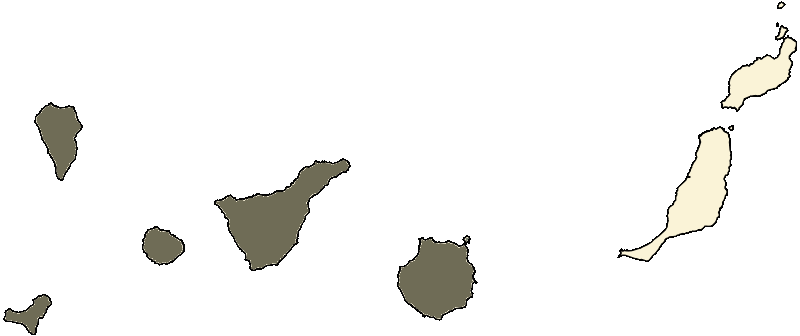
Distribución de Canarina canariensis en Canarias

Es posible encontrar esta especie en las islas de Tenerife, Gran Canaria, La Gomera, La Palma y El Hierro. Estas islas tienen la altitud suficiente para permitir el crecimiento de los bosques de laurisilva, hábitat natural de la especie.
- En Tenerife puede ser vista con relativa frecuencia en los bosques del macizo de Anaga y en la región comprendida entre el Valle de La Orotava y el municipio de Los Silos, en el norte. Es más rara en la vertiente Sur de la isla.
- En Gran Canaria existen poblaciones importantes en el bosque de Los Tilos de Moya y se encuentra de forma más rara en la zona de San Mateo, Santa Brígida y Teror.

En el resto de islas, C. canariensis es menos frecuente, pudiendo hallarse ejemplares en las zonas forestales, como Mazo, el bosque de Los Tilos o Barranco Nogales en La Palma; y Frontera y Las Playas en El Hierro. Al igual que otros endemismos, Canarina canariensis es la única especie de su género presente en Canarias. Su pariente más próximo se encuentra en las regiones montañosas de Etiopía: Canarina abyssinica Engl.

## Conservación
La especie no está registrada en el catálogo de especies amenazadas del UICN, pero, aunque está fuera de peligro, sí que está catalogada por el gobierno de Canarias como especie protegida, siendo necesario un permiso para su explotación, recolección, traslado o cultivo.

## Usos
El bicácaro es, junto con el mocán y el madroño, una de las pocas plantas autóctonas de Canarias que dan fruto comestible. Es por esto que los Aborígenes canarios, los primeros pobladores del archipiélago, consumían sus frutos (llamados también bicácaros) con frecuencia. También es empleada como valiosa planta ornamental desde el siglo XVII y como forrajera en las regiones en las que aún es frecuente.

## Curiosidades

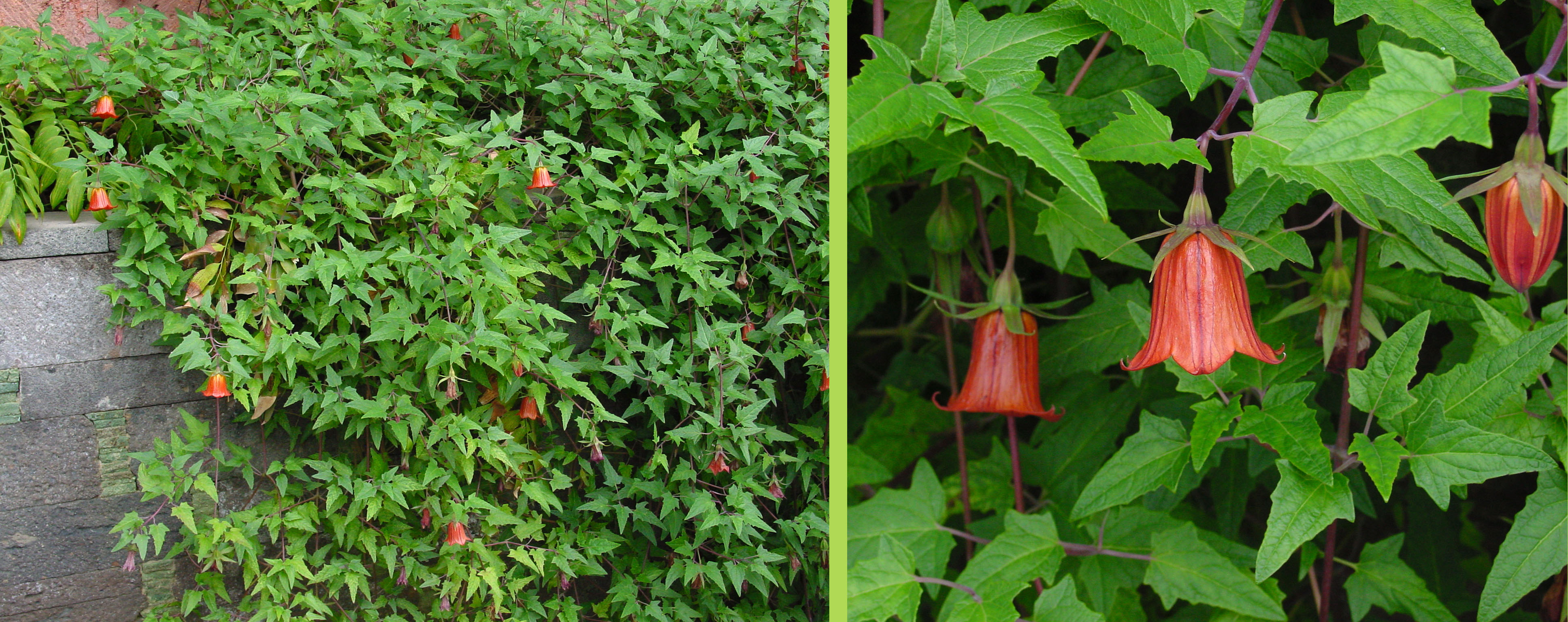
Canarina canariensis en el Jardín Botánico Canario en Gran Canaria

- C. canariensis fue uno de los primeros endemismos canarios reconocido como tal por el botánico sueco Carlos Linneo, padre de la botánica moderna. Fue descrito por primera vez en su obra Hortus Cliffortianus en 1738.[4]
- A finales del siglo XVII, los jardines de Hampton Court, residencia veraniega del rey Guillermo III de Inglaterra, ya contaban con ejemplares de C. canariensis, cuyas semillas habían sido enviadas por los comerciantes de vino británicos afincados en Canarias.[17]

## Taxonomía
Canarina canariensis fue descrita por (L.) Vatke y publicado en Linnaea 38: 700. 1874
Etimología
Canarina: nombre genérico que indica su localización en Canarias.
canariensis: epíteto geográfico que alude a su localización en Canarias.
Sinonimia:
- Campanula canariensis L. basónimo
- Campanula hastifolia Salisb.
- Canarina campanula L.
- Canarina canariensis var. angustifolia G.Kunkel
- Canarina laevigata G.Don ex Loudon
- Mindium canariense (L.) Raf.[19][3][20]